# Keilbachia flagrispina
Keilbachia flagrispina är en tvåvingeart som beskrevs av Werner Mohrig 1999. Keilbachia flagrispina ingår i släktet Keilbachia och familjen sorgmyggor.
Artens utbredningsområde är Nepal. Inga underarter finns listade i Catalogue of Life.